# Trifer
Trifer war ein römischer Koroplast.
Die Schaffenszeit Trifers ist unbekannt. Er ist nur von einer Inschrift auf einer Tonplastik aus Pozzuoli bekannt, die ihn als Hersteller des Stücks ausweist (fecit trifer).